# Marcos Cipac de Aquino
Marcos Cipac de Aquino (4 de junio de 1517-1572) habría sido un indígena náhuatl y un pintor de la Nueva España en los primeros años de la conquista de Tenochtitlan.
De acuerdo con Fray Francisco de Bustamante en uno de sus sermones,  se refirió a la imagen de la Virgen pintada por "Marcos el indio" sin mencionar apellido. El mismo nombre "Marcos Cipac de Aquino" no se encuentra registrado en ningún documento o escrito de época colonial (1521-1821). Bernal Díaz del Castillo menciona a un "Marcos de Aquino", el cronista indígena Juan Bautista menciona a un "Marcos Cipac" en sus anales históricos. Bustamante dice "Marcos", y solo él relaciona a ese misterioso indio con la factura de la imagen guadalupana. No está demostrado ni que "Marcos de Aquino" y "Marcos Cipac" sean el mismo, y no está demostrado que fuera él o alguno de ellos el indio a quien Bustamante se refería.
Por otro lado, el sermón de Bustamante que menciona a "Marcos" fue conocido solamente en 1888. Antes de ese año nadie mencionó jamás a "Marcos" relacionado con la Virgen de Guadalupe. Por lo tanto, es posible que el indio Marcos no existiese como tal y que el lienzo sea atribuible a otro pintor de la época.